# Die Geschichte der Qiu Ju
Die Geschichte der Qiu Ju (chinesisch 秋菊打官司, Pinyin Qiū Jú dǎ guānsi, Jyutping Cau1 Guk1 daa1 gun1si1 – „Qiu Jus Klage; Qui Jus Rechtsstreit“) ist eine Verfilmung des Romans The Wan Family’s Lawsuit von Autor Chen Yuan Bin, gedreht von Regisseur Zhang Yimou im Jahre 1992.

## Handlung
Die Geschichte spielt Anfang der 1980er-Jahre in einem Dorf der Provinz Shaanxi in Nordwest-China. Qiu Jus Mann wurde bei einem Streit vom Dorfvorsitzenden zwischen die Beine getreten und muss mehrere Tage das Bett hüten. Während er sich mit der Tatsache abgefunden hat, verlangt Qiu Ju Gerechtigkeit. Ihr Name bedeutet „Chrysantheme im Herbst“, so heißt auch das chinesische Symbol für Tapferkeit und ein langes Leben. Sie geht zum Polizeichef, der eine Entschädigung aushandelt, und der Dorfvorsitzende folgt der Vereinbarung. Als er Qiu Ju das Geld in respektloser Weise vor die Füße wirft, wendet sich diese an höhere Stellen, um eine Entschuldigung einzufordern, und wandert von Behörde zu Behörde bis hin zum Obersten Gerichtshof in Peking.

## Kritiken
„In Zhang Yimous fünftem Film steht in dieser Michael-Kohlhaas-Variante wieder eine starke Frau im Vordergrund, die sich durch Chinas Männergesellschaft boxen muß. In fast dokumentarischen Bildern schildert der Regisseur das chinesische Rechtssystem und seine Unfähigkeit, diesen Konflikt zu schlichten. Zhang Yimou – eine Ausnahme in der Kinoszene Chinas – gelang ein faszinierender Blick in eine fremde Welt.“

## Auszeichnungen (Auswahl)
- 1992: Internationale Filmfestspiele von Venedig – Goldener Löwe und Darstellerpreis (Gong Li), Golden Ciak (Gong Li), UNICEF-Preis und Lobende Erwähnung bei der Vergabe des OCIC-Preises
- 1992: Vancouver International Film Festival – Publikumspreis (gemeinsam mit Strictly Ballroom)
- 1993: Chinesische Golden Rooster Awards – Bester Film und Beste Hauptdarstellerin (Gong Li)
- 1993: Syndicat Français de la Critique de Cinéma – Bester ausländischer Film (gemeinsam mit Mann beißt Hund)
- 1994: National Society of Film Critics Award – Bester fremdsprachiger Film